# ハノーファー-ブラウンシュヴァイク線
ハノーファー-ブラウンシュヴァイク線 （ハノーファー-ブラウンシュヴァイクせん、ドイツ語: Hannover–Braunschweig）とは、ドイツ連邦共和国ニーダーザクセン州ハノーファーのハノーファー中央駅から同ブラウンシュヴァイクのブラウンシュヴァイク中央駅に至る全長61kmのドイツ鉄道の路線である。

## 歴史
1842年に建設開始され、翌1843年10月22日にハノーファー - レールテ間が開業した。1844年5月19日にはブラウンシュヴァイクまで全線開業した。1871年にベルリン-レールテ線が開業するとベルリンまでの所要時間が大幅に短縮された。
1960年10月1日にはブラウンシュヴァイク中央駅が移設された。1970年代にはハノーファーLRTの建設に合わせてハノーファー中央駅が改築された。1973年に西ドイツ政府により策定された連邦交通路計画ではドルトムント - ハノーファー - ブラウンシュヴァイク間の路線の高速化が盛り込まれていた。電化は1976年に行われた。1990年代半ばにはハノーファー - レールテ間は ハノーファー-ベルリン高速線の一部として高速化が行われた。2000年のハノーヴァー万国博覧会開催に合わせてハノーファーSバーンが開業した。

## 列車
ICは毎時1本運行されており、ライプツィヒ、オルデンブルク、ケルンなどへ向かう。REはブラウンシュヴァイク - ハノーファー - ライネ/ビーレフェルト間にて運行されている。この他にベルリン方面へのICEやハノーファーSバーンS3号線、S6号線、S7号線などが運行されている。